# Fusie-energie
Fusie-energie is een vorm van energieopwekking waarbij elektriciteit wordt geproduceerd door gebruik te maken van de warmte die vrijkomt bij kernfusiereacties. Bij kernfusie versmelten twee lichtere atoomkernen tot een zwaardere kern. De warmte die daarbij vrijkomt, kan worden omgezet in elektricitieit door een elektriciteitscentrale. Apparaten die zijn ontworpen om fusie-energie te benutten, staan bekend als fusiereactoren. In 2022 dachten experts dat het decennia zou duren voordat er commerciële kernfusie-energiecentrales zijn.

## Soorten reactoren
De grootste uitdaging bij fusiereactoren is zorgen dat het plasma waarin de fusiereactie plaatsvindt niet tegen de wand van de reactor komt. Er zijn verschillende manieren om het plasma opgesloten te houden. De bekendste vorm is magnetische opsluiting. Daar wordt bijvoorbeeld onderzoek naar gedaan in een tokamak bij ITER in Frankrijk en in tokamaks bij JET in het Verenigd Koninkrijk en JT-60 in Japan.  Commonwealth Fusion Systems (CFS) werkt samen met MIT aan de Spark reactor, die gepland staat om in 2026 op te starten en in 2027 een q >1 te demonstreren. 1 Een variant van magnetische opsluiting wordt onderzocht in de stellarator van Wendelstein 7-X in Duitsland. Plasma-opsluiting kan ook plaatsvinden door het plasma met behulp van lasers zó snel te verhitten dat het door de eigen traagheid lang genoeg op voldoende dichtheid blijft om fusie te laten plaatsvinden. Deze manier wordt onder meer onderzocht bij de National Ignition Facility in de Verenigde Staten. Fusie-experts zijn kritisch over het commerciële nut van deze traagheidsopsluiting.

## Voordelen en nadelen
Kernfusie heeft een aantal voordelen ten opzichte van kernsplijting. Een eerste voordeel is dat er geen meltdown kan plaatsvinden. Het tweede voordeel is dat er minder afval is en dat het afval minder lang radioactief is. Kernsplijtingsreactoren produceren afval dat duizenden jaren radioactief blijft. Bij kernfusie is het grootste deel van het afval ongeveer vijftig jaar radioactief en een kleiner deel 150 jaar. Het derde voordeel van kernfusie is dat er een bijna oneindige voorraad brandstof is. Als lithium uit mijnen gebruikt wordt als brandstof, is er voor 3000 jaar voorraad. Lithium uit zeewater levert 60 miljoen jaar aan voorraad. En als de reactor op deuterium kan draaien, is er voor 150 miljard jaar genoeg.
Ten opzichte van fossiele brandstoffen heeft fusie-energie het voordeel dat er geen broeikasgas vrijkomt. Ten opzichte van hernieuwbare energievormen zoals windenergie en zonne-energie heeft kernfusie het voordeel dat er op elk moment energie kan worden opgewekt.
Het grote nadeel van kernfusie is dat de temperatuur bij kernfusie heel hoog moet zijn, zo'n 150 miljoen graden Celsius. Dat levert onder andere uitdagingen op voor het materiaal van de reactorwand. Verder is het duur om een reactor te bouwen. De geschatte kostprijs van ITER, een onderzoeksreactor die niet gekoppeld wordt aan het elektriciteitsnet, is 15 miljard euro.

## Financiering

Gestandaardiseerde energiekosten (levelized cost of energy) voor diverse energiebronnen zoals wind, zon en nucleair.

In de jaren tussen 1990 en 2010 werd vooral door overheden geïnvesteerd in kernfusieonderzoek aan universiteiten en onderzoeksinstellingen. In de jaren daarna kwamen ook private investeerders en commerciële bedrijven in beeld en verschoven de investeringen van onderzoek naar ontwikkeling. 
Het jaarbudget voor kernfusieonderzoek en -ontwikkeling van de Amerikaanse overheid is ongeveer 1 miljard dollar. Het jaarbudget van de Europese Unie is ongeveer 1 miljard euro. 
De overheidsinvesteringen in kernfusie zijn klein in vergelijking met investeringen in zon en wind. Alleen al in Duitsland bijvoorbeeld, gaf de overheid in 2020 voor 31 miljard euro aan subsidies voor producenten van groene stroom.
De overheidsinvesteringen worden geleidelijk ingehaald door private investeerders. In 2023 waren er 43 bedrijven op de wereld die bij elkaar 6,21 miljard Amerikaanse dollar aan investeringen hadden aangetrokken. In 2021 haalde het Amerikaanse bedrijf Commonwealth Fusion Systems 1,8 miljard dollar op. Helion Energy verwierf in 2021 0,5 miljard dollar.
In de jaren tussen 2010 en 2020 is energie uit wind en vooral uit zonnepanelen goedkoper geworden (zie figuur met gestandaardiseerde energiekosten). Mede daardoor denken sommige economen dat fusie-energie weinig toekomst heeft. Anderen gaan ervan uit dat fusie-energie voor een stabiele basis kan zorgen als er geen wind of zon is en als de energievraag verder stijgt.

## Regelgeving
Sinds proeffabrieken voor kernfusie dichterbij komen, is er meer aandacht voor wetten en regels. In 2021 begon het Internationaal Atoomenergieagentschap met het opstellen van voorschriften voor kernfusiecentrales. Ook de Verenigde Staten en het Verenigd Koninkrijk startten met nadenken over regelgeving. In 2023 maakten de Verenigde Staten bekend dat zij bij de regelgeving rond fusie-energie niet de strenge kernsplijtingsregels volgen maar de minder strenge regels die gelden bij deeltjesversnellers.